# ОШ „Бранко Радичевић” Габровац
ОШ „Бранко Радичевић” у Габровцу је једна од установа основног образовања на територији града Ниша.
Први подаци о школама у овом крају датирају са друге половине 19. века. Kорени данашње школе досежу у далеку 1878/1879. годину, када је у селу Габровцу отворена четворогодишња школа, а њен први учитељ био је Сава Ђорђевић.
Од 1893. до 1920. године у школи је једини учитељ био Лука Јанићијевић, иако је тада школа имала преко стотину ђака махом из Габровца и суседних села. Учитељ Јанићијевић је својим радом много допринео описмењавању и деце и одраслих овог краја, а био је и оснивач библиотеке при школи.
Регуларна настава у Државној школи у Габровцу почиње школске 1920/1921. године. Школске 1952/1953. године четвороразредна школа у Габровцу прераста у осмогодишњу основну школу под именом „Бранко Радичевић”.
Поред матичне школе, постоје и издвојена одељења у Вукманову и Бербатову. Наставу похађа укупно око 140 ученика. Матична школа располаже са шест учионица, фискултурном салом и спортским тереном. Настава се одвија у две смене. У школи је организован продужени боравак за ученике нижих разреда.